# Regine Müller

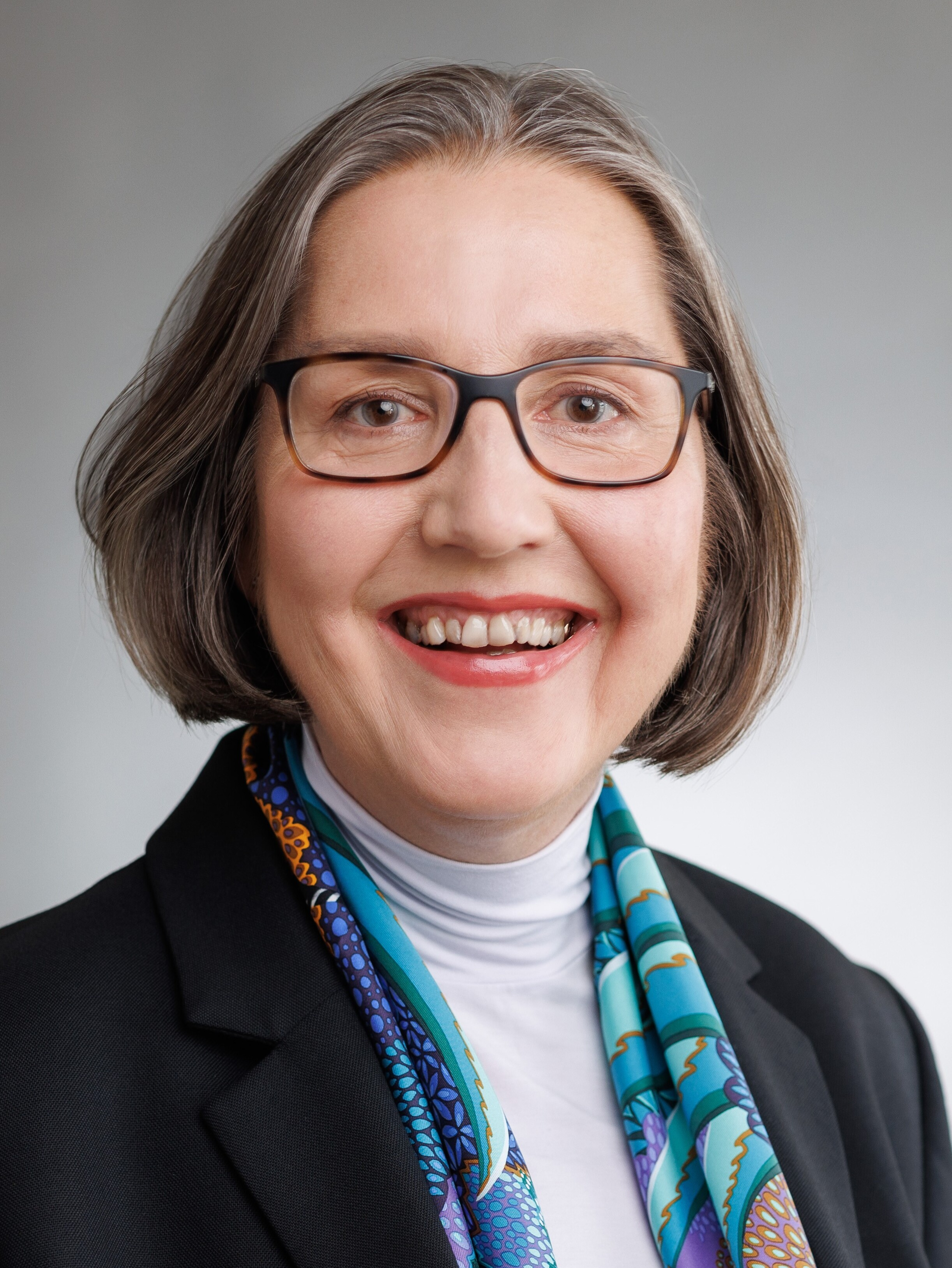
Regine Müller (2022)

Regine Müller (* 27. August 1959 in Köln) ist eine deutsche Politikerin der SPD. Sie war von 2008 bis 2024 Mitglied des Hessischen Landtags.

## Leben und Beruf
Regine Müller wurde in Köln geboren und wuchs, als Tochter eines Piloten, mit der Familie in Köln, München, Hamburg und Amerika auf.
Bis Anfang 2008 arbeitete sie als Leiterin des Kindergartens Frielendorf-Obergrenzebach.

## Politisches Engagement
1989 trat sie in die SPD ein und wurde schon bald Vorsitzende des Ortsvereins Ziegenhain. 1997 wurde sie Stadtverordnete im Parlament von Schwalmstadt. Seit 2001 ist sie Mitglied im Kreisausschuss des Schwalm-Eder-Kreises und ist Vorsitzende des SPD-Unterkreises Ziegenhain. Seit dem 24. April 2010 ist sie stellvertretende Vorsitzende des SPD-Unterbezirks Schwalm-Eder.

## Arbeit im Hessischen Landtag
Bei der Landtagswahl am 27. Januar 2008 wurde Müller im Wahlkreis Schwalm-Eder II als Direktkandidatin in den Hessischen Landtag gewählt. Bei der Landtagswahl am 18. Januar 2009 konnte sie ihr Direktmandat mit 38,8 % der Erststimmen verteidigen. Auch 2013 und 2018 konnte sie das Direktmandat gewinnen. Bei der Landtagswahl 2023 erhielt sie kein Mandat mehr und schied im Januar 2024 aus dem Landtag aus.
Als Abgeordnete war sie in zwei Ausschüssen tätig: Sie war Mitglied im Petitionsausschuss (PTA) und im Ausschuss Soziales (ehemals Arbeit, Familie und Gesundheit). Die Arbeit im Ausschuss für Umwelt, Energie, Landwirtschaft und Verbraucherschutz (ULA) bekleidete sie bis 2008. Hierdurch ergaben sich auch die Schwerpunkte ihrer politischen Arbeit: Senioren-, Familien-, Bildungs-, Energie-, Umwelt- und Gesundheitspolitik.

## Gesellschaftliches Engagement
Sie ist Mitglied in regionalen und überregionalen Vereinen und Organisationen, wie Amnesty International, AWO, DRK Europa Union, Eurosolar, Freiwillige Feuerwehr Ziegenhain, Kleine Schwalmbühne, Miteinander-Füreinander Ottrau e.V., Partnerschaftsverein Schwalmstadt, Schwälmer Heimatbund, Tiernothilfe Schwalmstadt e.V., Tourismusservice Rotkäppchenland e.V., ver.di, Verein „Kinder in Schwalmstadt“.